# Avenida Forest (línea de la Avenida Myrtle)
La Avenida Forest es una estación en la línea de la Avenida Myrtle del Metro de Nueva York de la división B del Brooklyn–Manhattan Transit Corporation. La estación se encuentra localizada en Ridgewood, Queens entre la Avenida Forest y la Avenida Putnam. La estación es servida en varios horarios por los trenes del Servicio .